# 長坂用水
長坂用水（ながさかようすい）は、加賀藩が金沢市野田山山麓の丘陵農地の灌漑を目的に、犀川の支流である内川の中流部左岸（金沢市小原町）を取水口として、1671年（寛文11年）に完成させた水路（疏水）である。
長坂用水土地改良区 が管理している。
野田山西北の長坂地区を流れることから命名されたが、別名雀谷（すずめだに）川とも呼ばれる。

## 概要
長坂用水は、取水口（大淵の王連岩《ワレイワ》）から野田山山麓までを、等高線に沿い、数々の谷を巻くように岩盤を穿って造った総延長84丁（9.1km、寛文期の完成時）の水路（疏水）で、単年度で完成したと読める史料があるが、1667年（寛文7年）に着工し1671年（寛文11年）の春に完成したとするのが一般的である。藩命を受けて、石川郡押野村（現在の野々市市押野）の十村役後藤太兵衛が指揮して完成させたとされる。
開発技術は辰巳用水（1632年に通水）や寺津用水（1665年に通水）を参考にしているとされ、平均勾配（1/300～1/400）などは辰巳用水と同様である。史跡として金沢市の文化財に指定されており、金沢疏水群の一つとして農水省の疏水百選にも数えられる用水である。
野田町の分水点からは、沼田川、雀谷川、十貫川などの農業用水に分かれて農用地へ流れ、寺町台、泉野台、長坂台、山科町、野町、地黄煎町、泉、有松、寺地などの農地を潤した後、最後に泉用水や伏見川に合流して犀川へ注ぐ。取水口からこれらの農用地を流れる用水を含む全体を長坂用水と称する場合もある。
明治期に野田山山麓一帯が旧大日本帝国陸軍野村 (石川県)練兵場に供用されたことや、昭和期以降の急激な都市化によって農用地の面積が大きく減少したため、灌漑用水としての役割は減少しているが、竹林を縫うように流れる用水景観には独特の風情があり、市民から親しまれている用水の一つである。取水口から山川（やまごう）分水槽までの長さ3.6kmの部分は、1973年（昭和48年）の第4次金沢市上水道計画工事で直線の地下隧道に短縮された。そのため、同区間の寛文期水路は廃路になっており、過去に踏査が試みられたが、草木の繁茂と岩盤崩落が激しく、近づくのは危険である。取水の一部は、同じく1973年（昭和48年）の工事によって山川分水槽で上水道用に分水され、地下水路を経て金沢市企業局犀川浄水場へ送水されている。
現在は、分水槽から野田町までの5.5kmのみが寛文期の様相を残している。法師山の地下に掘られた法師の隧道（総延長358m：上流部228m、下流部130m）は内部に高さ（1.7～1.9m）があるので、大人でも立ったまま歩行が可能である。長靴とヘルメットを装備し、懐中電灯の明かりを手掛かりに掘削のノミ跡やタンコロと呼ばれる灯明設置穴を確かめ、往時の先人達の労苦を偲びながら廻る見学会（コース：法師の水門と法師隧道下口の間の130m、長坂用水土地改良区理事長が説明役）は、小学生にも人気があり毎年参加者が絶えない。

## 用水開発の背景
長かった戦乱の世も大坂の陣を最後にして安定し始めると、各藩は経済の基礎である米づくりの改革を進めて更なる社会の安定化につとめた。加賀藩では、3代藩主前田利常による「改作法」の施行によって農政改革を図ったが、農民の間には本百姓、下百姓、頭振り（次男、三男）などの身分差が中世期農業のまま依然として残っており、多くの農民は請負耕作や、武家や商家への日稼ぎ奉公で苦しむことに変わりなかった。当時、農地の分割相続や切売りはまだ禁止されており、開墾による農地拡大こそが下百姓や頭振りの唯一の解放策であり、新田開墾と新村開村が随所で実施された。税の徴収から農法と農具の改良、開墾と開村など、勧農のすべてを担当したのが、江戸初期に確立された十村制度の十村役である。当時の野田山山麓（金沢市の野田から、十一屋、寺町、野町、弥生、泉、有松、寺地を経て山科へ至る線で囲まれる広範な地域）は、タケ、ササ、マツが生い茂るままの原野であった。同地域は、江戸初期から押野組（37村からなる十村役の管理単位、後に米丸組52村に組替え）に属しており、十村として同組を管理していた後藤太兵衛は、私財を投じて1655年（明暦元年）に泉野村を、1658年（万治元年）に泉野新村と泉野出村を開村した。しかし、同地区は水利が無いため稲作が不可能であり、灌漑用水の開発が必要であった。

## 前田利常と押野後藤家
加賀の守護職であった冨樫氏の最後の当主冨樫泰俊一家は、1570年の一揆によって野々市の館を追われ、福井県金津（旧坂井郡金津町）の溝江氏の館に身を寄せた。しかし、溝江館も1574年に2万余の一揆に襲われ、冨樫泰俊一家は溝江氏と共に自害して果ててしまった。冨樫泰俊の三男弥右衛門家俊9歳が、家臣とともに溝江館を脱出し、冨樫の郷である石川郡押野村へ落ち延び、名を冨樫から後藤に変えたのが押野後藤家の興りである。押野後藤家初代の弥右衛門富樫家俊は佐久間盛政に従軍し、一向衆最後の砦となった鳥越城（石川県白山市）攻めなどで戦功を挙げて300石を授かった。佐久間盛政の一軍は、北陸の一揆勢攻めでは前田利家と共に戦っており、身分は違うものの戦国期の後藤家は武士として前田家と同じ側に身を置いていた。後藤家2代藤右衛門は、大坂城真田丸攻めを行った3代藩主前田利常の2度の大坂の陣（1614年、1615年）に従軍し、その功績に対して十村肝煎りに任ぜられた。前田利常は隠居先の小松城へ、有能な十村を何度か招集して農政改革を諮問しているが、そこに2代後藤藤右衛門と、後に十村になった3代後藤太兵衛が招集されている。
他方、押野後藤家には、初代の後藤弥右衛門とその家臣の一行が、福井県の一向一揆から逃れて押野村へ落ち延び、農民である村人にかくまわれたという過去があり、押野村に住んだ当初は初代後藤弥右衛門も2代後藤藤右衛門も農業に従事している。十村の身分は士分でなく農民であるが、百姓生え抜きの十村と違って前田家に対する戦時の功績があり、かつ農業経験があることから、農民の思いを知る十村として押野後藤家代々の十村は歴代藩主から格別の信任と処遇を受けたものと考えられる。3代後藤太兵衛に至っては、参勤交代時の前田利常一行に、街道筋の農業事情説明役を兼ねて金沢・越後間の往路と復路に随行しているほどである。
長坂用水開発は、野田山山麓農業の管理責任者として、自身が開拓した泉野村をはじめとする村々の水利の悪さを嘆いた後藤太兵衛が、藩へ願い出たことが契機となって着手したものである。前田利常（1658年《万治元年10月没、享年64歳》）は長坂用水を見ることなく没し、5代前田綱紀が江戸から金沢へ下向した（1661年《18歳》）後に用水が完成したことから、長坂用水開発は5代前田綱紀の功績だとする文献がある。しかし、綱紀の幼少期を利常が後見していたことや、辰巳用水を開発し、死の直前まで十村達と「改作法」を画策するなど、40年余にわたって揺籃期の加賀藩農政を思い遣った3代藩主前田利常の業績が、長坂用水開発に対しても大きく影響している。後藤太兵衛は、用水完成前年の1670年（寛文10年）に野田山へ鷹狩りに出た5代藩主綱紀から、工事の進捗に対する恩賞として陣笠と革製陣羽織を拝領し、翌年の完成時には、同じく綱紀から800石の扶持増を受けており、太兵衛の功績がいかに大きかったかが窺える。なお、押野後藤家は、泉野村、泉野新村、泉野出村、長坂新村の他に、5代後藤安兵衛の時代に中村（現 金沢市中村町）から高畠村（〃金沢市高畠町）にかけての犀川左岸沿いを独力で開発している。

## 寛文期の土木工学
江戸期に入ると、用水開発が各藩で実施されるようになる。加賀藩では、藩主利常の代に板屋兵四郎の指揮によって寛永9年（1632年）に完成した辰巳用水が有名である。この時代に普及していた土木工事用測量儀が、町見盤（ちょうけんばん）と呼ばれる水平度合い測定器であり、辰巳用水開発に使用されたとする報告がある。離れて点在する複数地点の同一高さを、水平回転盤上に固定した照準穴を通して肉眼で確認するものである。現代のトランシットが備えている機能の一つであるが、町見盤は被測定物と周囲との明暗差が必要なため夜間にしか使用できない機器である。町見盤よりも原始的な水盛台（水準器）を用いたのではないかとする文献もある。しかし、加賀藩が町見盤や水盛盤を用水開発に用いたことを明記した史料は見つかっていない。内川の左岸に提灯を並べ、それらを右岸から眺めて長坂用水の開渠や隧道の連結点を定めたことを長坂土地改良区の会員が伝承していることから、長坂用水開発にも何らかの水準検出器が使用された可能性は高い。連結点が定まると、隧道掘削の場合はまず各連結点に横穴を掘り、各横穴から上流と下流へ向かって隧道本線を多点同時に掘り進めることが可能になる。これにより、工期が短縮されると同時に、掘った岩屑（ずり）の排出や用水点検などが容易になるなどのメリットがある。
長坂用水開発は利常も板屋兵四郎も死去した後に行われたが、計17箇所存在する隧道のなかでも、特に長坂用水上流の隧道に見られる多数の横穴は辰巳用水と同様であり、用水開発技術は辰巳用水以後も着実に工事関係者へ伝授されていたことがわかる。
長坂用水開発の17年前、それまで禁止されていた紅毛流測量術と呼ばれる測量法の使用が幕府によって解禁された。これはオランダ経由で日本へ伝わり、磁石で方位を計測（羅針術）するもので、測定精度が高く地図などの縮図作成も可能になる技術である。金沢市の用水のなかでも比較的新しい長坂用水に、当時の先端技術と呼べる紅毛流測量術が採用されていた可能性があり、これが確認されれば辰巳用水にない価値があるとする文献があり注目される。
いくつかの文献は、隧道掘削に用いられたはずのツルハシ、タガネ、玄能などの工具を、隧道のノミ跡や当時の史料から推測しているが、現代のゴーグルに相当するものが無い時代の目の保護方法などについて触れた史料や文献は見当たらず、工事技術については依然として謎が多い。唯一、岩屑（ずり）の排出にもっこを使用したことが長坂用水関連史料に明記されていることから、法師の隧道の小学生見学会ではもっこ棒を前後二人で担ぐ体験会を実施しており、特に男子児童に人気がある。

## 延べ36万人を投入か
長坂用水開発の労務費として銀300百貫（銀300×1000文）が支払われた史料と、用水工事の5年後に延べ3519人を動員して実施された修繕工事の総人件費が2903.9文であったとする史料がある。この二つの史料から、如何に長坂用水開削工事が大規模だったかが分かると同時に、要した工期を計算できるとする文献がある。当時の一日あたりの労務費を2903.9文÷3519人＝0.825文（0.000825貫）、動員総人数を、300貫÷0.000825貫≒363,636人とするもので、大変興味深い。この文献は、長坂用水の開削工期が1年でなく、少なくとも3年を要したことを史料に基づいて証明しようとしているのだが、文献中では、工期と人数/日を仮定して、動員人夫数36万人を逆算で確認することまでは試みていない。しかし、工事に応じられる徒歩通勤可能な人夫は石川郡（浅野川以南、手取川以北）内でも近隣諸村に住む農夫に限られること（寛文5年の石川郡の家数は2500戸）、当時の稲は晩生なこともあり、雪解けから晩秋までを、畦塗り、粗起こし、代掻き、種まき、田植え、草取り、刈り取り、脱穀・臼スリ、俵詰・出荷等の各作業に追われ、冬季は縄ないや米俵編みに従事するなど、農閑期と言える期間は現代農業に比べると皆無に等しいため、従事可能月数が多くないことを考慮すれば、延べ動員数36万人から、工事期間は足掛け4年（寛文11年春の完成時に通水しているので実工期には少なくとも3年）になることを文章で暗示している。

## 長坂新村の開村
後藤太兵衛が、長坂用水開発と同時に長坂新村の開村を采配したことは、藩の記録等で知られていたが、昭和30年代に初めて実施された後藤家の調査で、長坂新村開村時の農家104戸の配置絵図に住人名と出身地が記載された史料が発見された。彼らは長坂用水の開発に従事した後に長坂新村に居住したと考えられるが、絵図から、入村者は石川郡、能美郡、鹿島郡のほか、砺波郡、新川郡、射水郡（いずれも現在の富山県の諸郡）など加賀藩全域の出身者であったことが分かる。しかも、入居104戸の殆どは家族持ちであり、大人・子供（14歳以下）の合計は340人である。また、後年、入村者の中から肝煎りに昇進する者もあり、それまでの新村開村と異なり、用水開削の重労働を厭わない強健で有能な者を募集し、家族ぐるみで入村させたものと考えられ加賀藩の意気込みが感じられる。1671年（寛文11年）の長坂新村の石高は480石だが、米が収穫されたことから同年春には長坂用水が完成して通水していたことが分かる。用水完成から6年後の1677年（延宝5年）には石高945石となり、給付米も不要となり、年貢を納めるまでになっている。

## 現在
長坂用水の春は、前年に崩落堆積した土砂を9.1kmの全長に渡って除去し、倒れた木や竹を伐採除去する江ざらいに始まる。
夏場には雑草の刈り取りや、度々発生する堤の決壊や隧道落盤の補修などが必要となるなど、年間を通して維持管理には膨大な労力が必要であった。今は、堤の崩落が激しい箇所をコルゲート管や箱型プレキャストコンクリート（ボックスカルバート）で暗渠化するなど、最新の工法や資材を使用して対応している。工事には陸上自衛隊金沢駐屯地が協力を惜しまず参加するようになっていることも心強い。300年以上わたって、毎春、取水口に米俵80俵の土嚢を積んで取水堰をつくる作業を繰り返してきたが、昭和48年4月の取水堰コンクリート化と用水上流の直線隧道化とによって、維持管理作業は大幅に軽減した。しかし、毎年4月に実施される江ざらい作業だけは、地形的制限があるため、現代土木工事では当然のように使用している各種建設機械を持ち込めず、今も昔のまま手作業で繰り返さざるを得ない。
金沢市内を流れる疏水群の各用水は、本来は灌漑用水、防火用水、生活用水などであるが、水の町でもある城下町金沢を構成する観光資源としての役割が大きく、涼感を誘う長坂用水景観を保全保存しようとする気運が高まり、市街化で埋設された用水の復活によって往時を偲ぼうとする市民の動きもある。
泉用水
開削は宝永2年（1705年）、以前は犀川左岸大橋下流千日町から取水、北石坂町（野町）で増泉方向と三馬方向に分水されていた。現在は下菊橋付近で取水している。
長坂土地区改良区
長坂用水の管理主体。長坂町、泉ヶ丘町、泉野町、泉野出町、野田町の5農業生産組合で構成（以前は地黄煎町も含まれていた）。

## 位置情報
- 取水口     : 北緯36度29分26秒 東経136度40分57秒 / 北緯36.49056度 東経136.68250度
- 山川分水槽  : 北緯36度30分38秒 東経136度41分00秒 / 北緯36.51056度 東経136.68333度
- 法師の水門 : 北緯36度31分21.12秒 東経136度40分42.3秒 / 北緯36.5225333度 東経136.678417度
- 法師隧道下口 : 北緯36度31分24秒 東経136度40分44秒 / 北緯36.52333度 東経136.67889度
- 深谷　　　　 : 北緯36度31分26.7秒 東経136度40分38.82秒 / 北緯36.524083度 東経136.6774500度
- 御坊田落とし : 北緯36度31分28.5秒 東経136度40分42.9秒 / 北緯36.524583度 東経136.678583度
- 大桑水門    : 北緯36度31分38.76秒 東経136度40分53.7秒 / 北緯36.5274333度 東経136.681583度
- 小寺の坂/水門 : 北緯36度31分42.84秒 東経136度40分55.32秒 / 北緯36.5285667度 東経136.6820333度
- 株坂落し     : 北緯36度31分56.70秒 東経136度40分21.18秒 / 北緯36.5324167度 東経136.6725500度

## 用水の測量図
明治36年に作成された2畳ほどの大きさの用水測量図を、長坂用水土地改良区が所蔵している。この図に描かれた山川分水槽から野田町までの部分を、土地改良区の組合員がB4サイズの方眼トレーシング紙4枚に鉛筆で複写したと思われる資料が存在する。これらの複写図（野田側から上流へ向かってNo.1,No.2,No.3,No.4）は、現在の地理データと明治期の測量とを対比したもので、100年の経過でどのように用水が変化したかが分かり、興味深い。

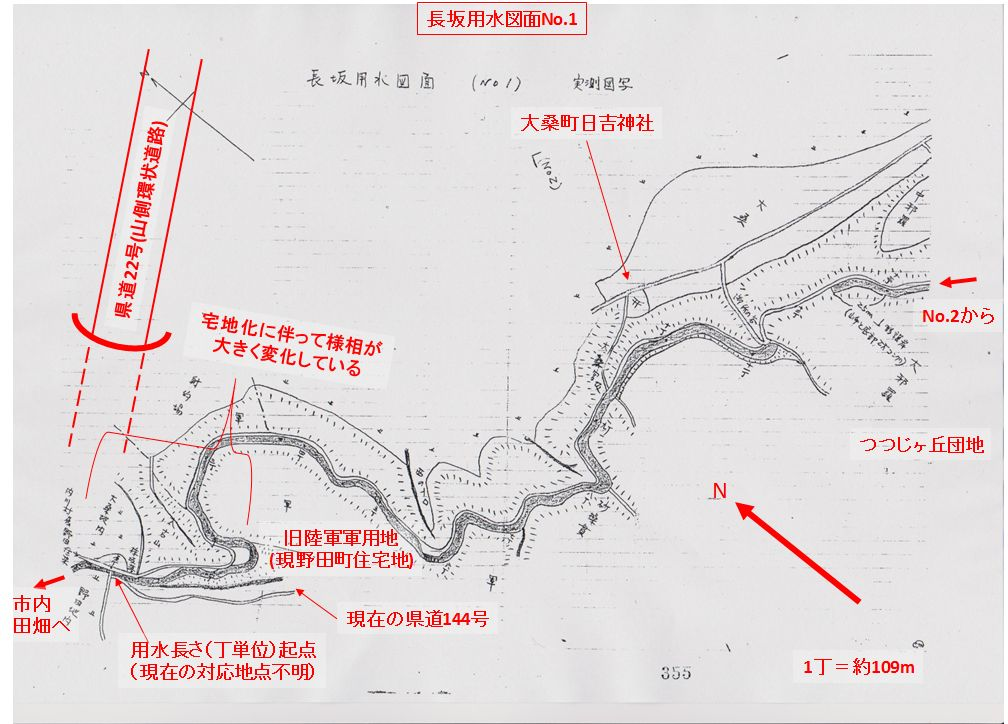
No.1
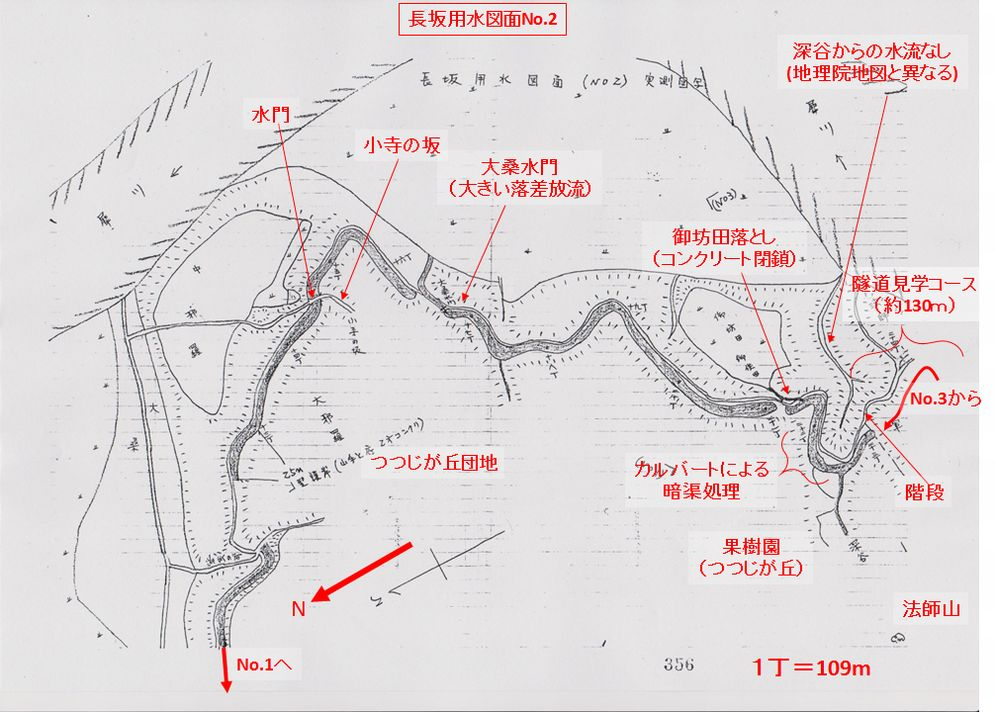
No.2
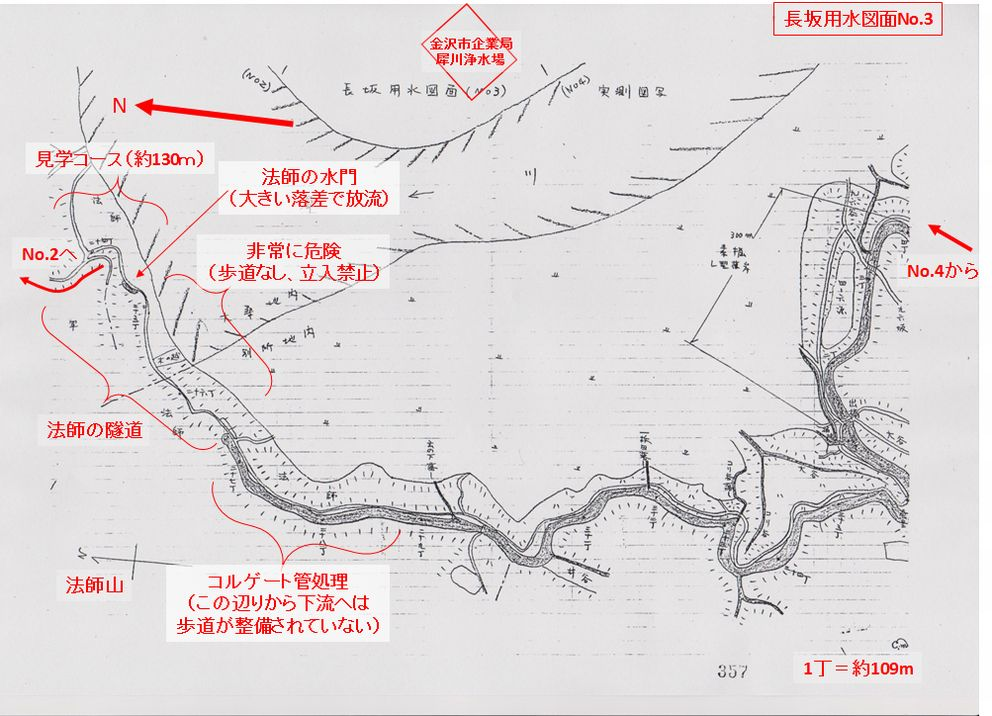
No.3
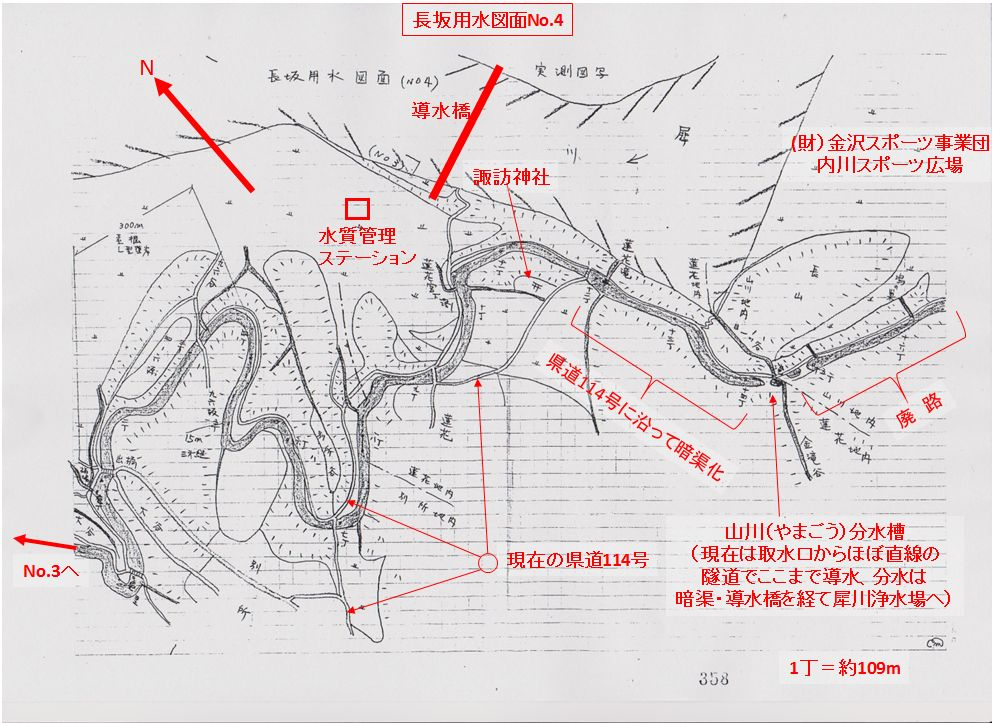
No.4

## 主な関連画像

### 取水部変遷

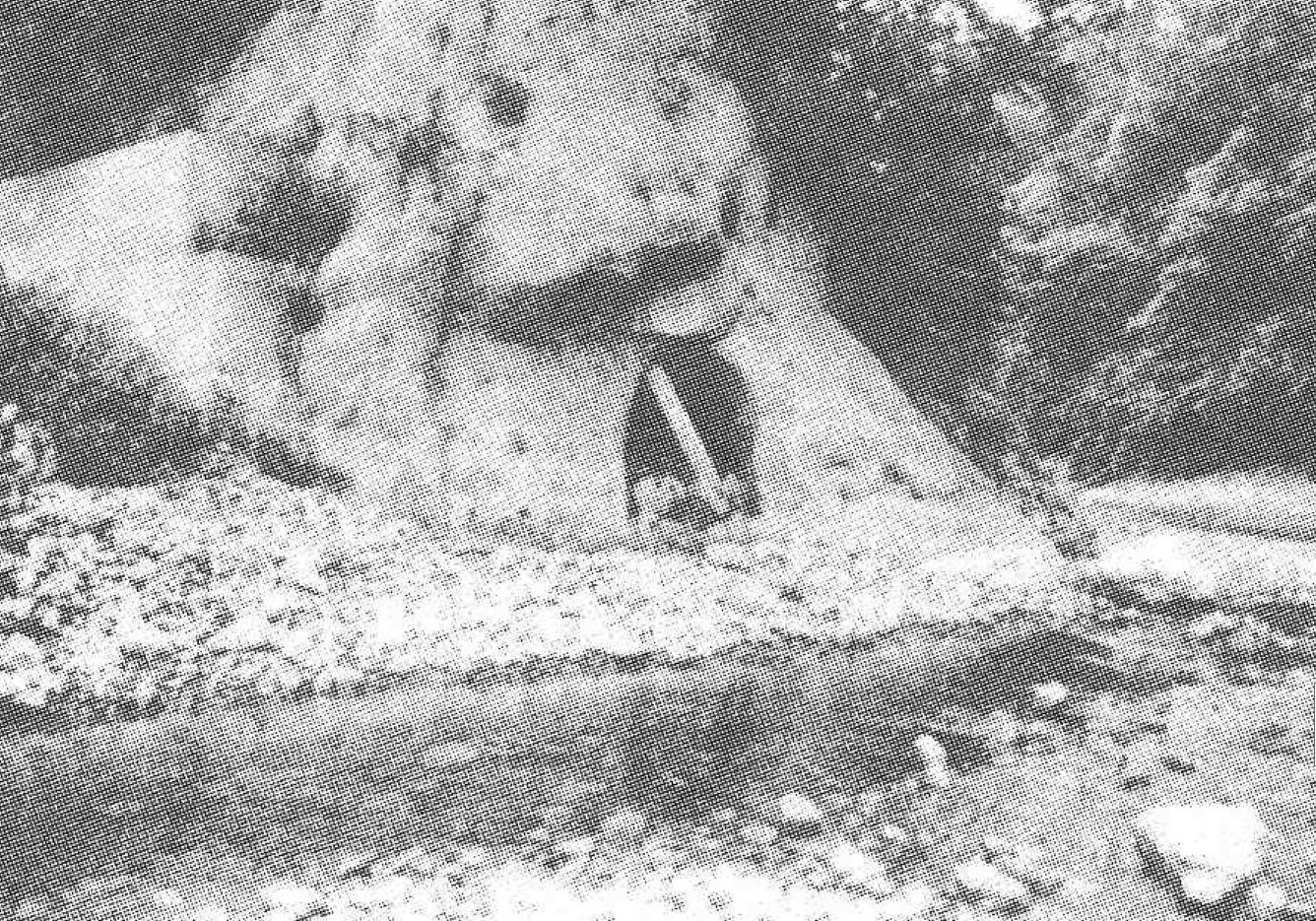
寛文期の取水口（明治期まで使用[11]）
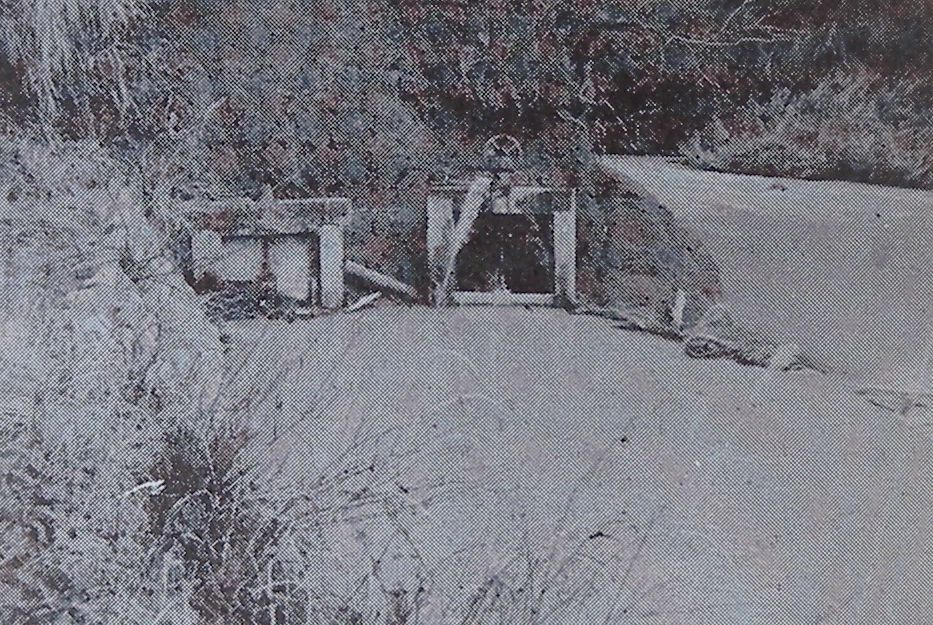
昭和中期の取水口[31]）土嚢を積み上げたような取水堰が見える。
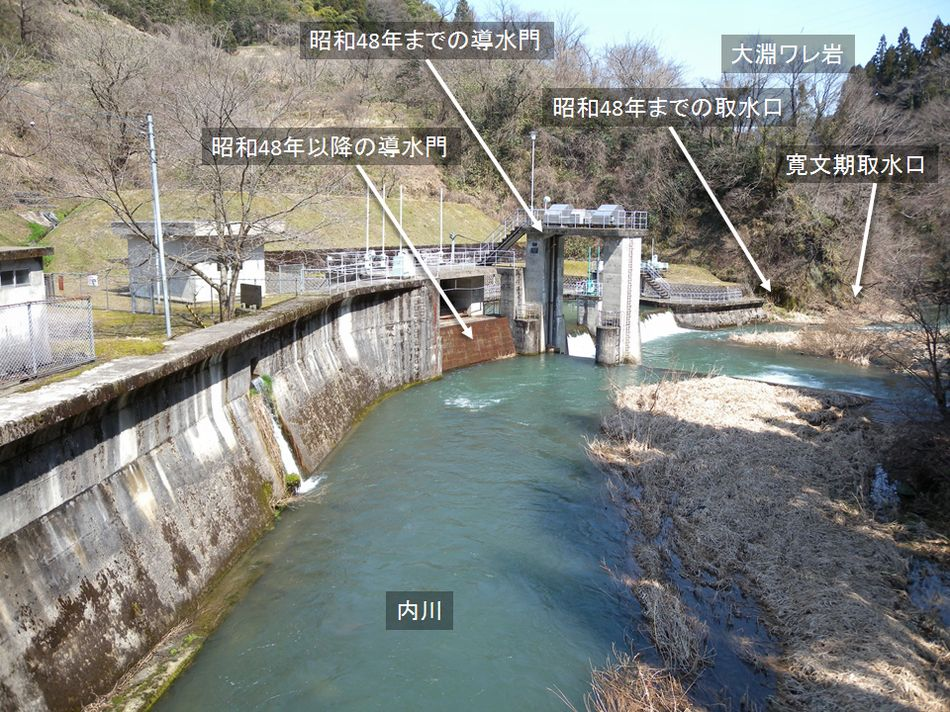
昭和48年以降の取水部全景
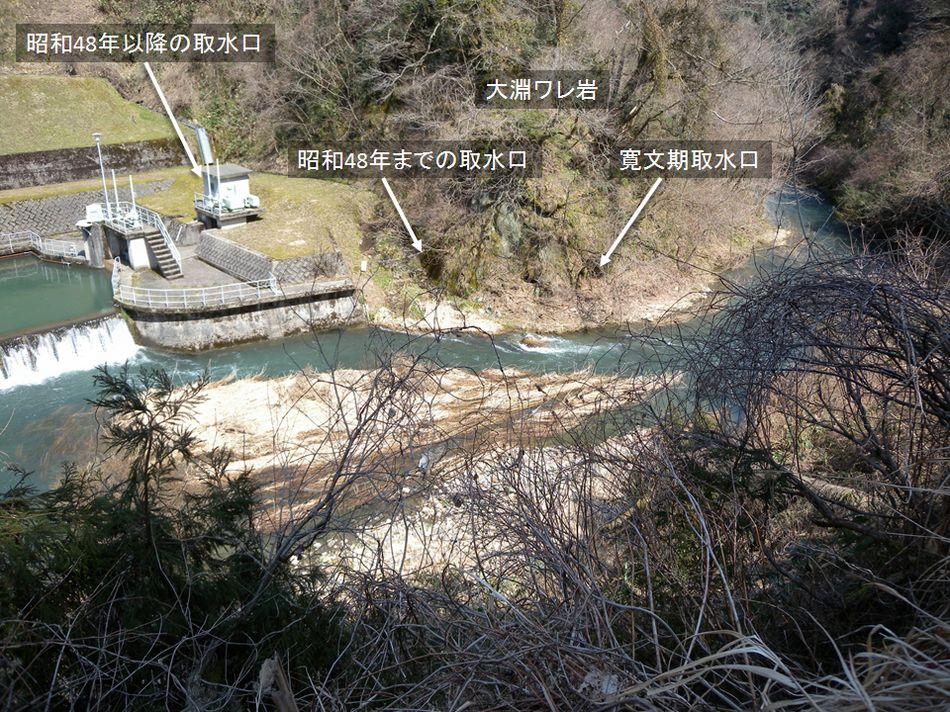
各時代の取水口

### 江ざらい

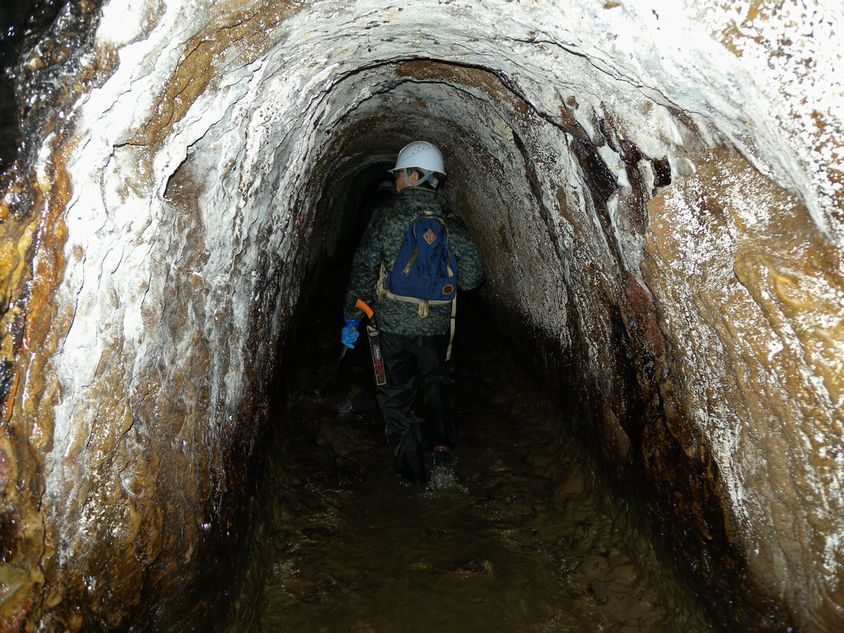
法師の隧道
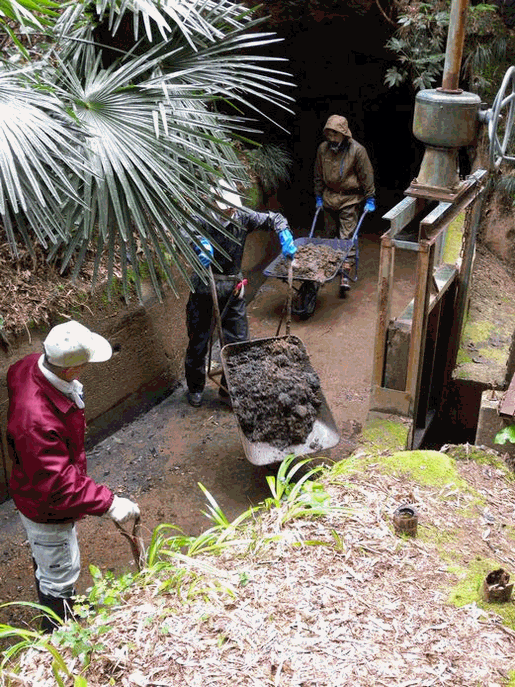
大桑水門
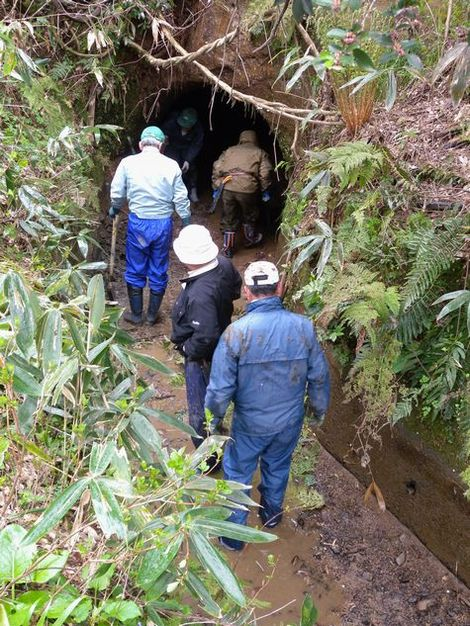
大桑水門横の隧道
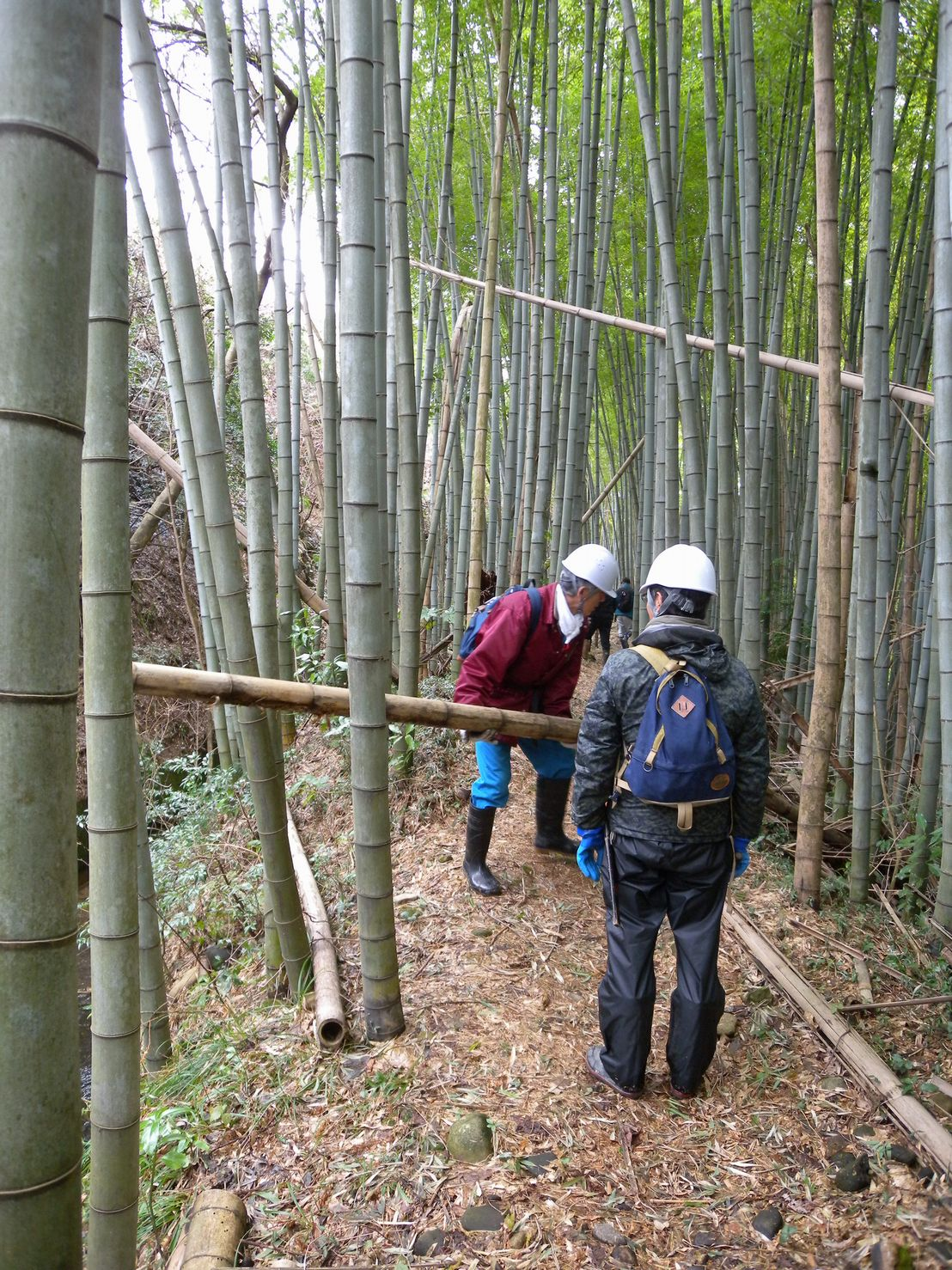
つつじが丘
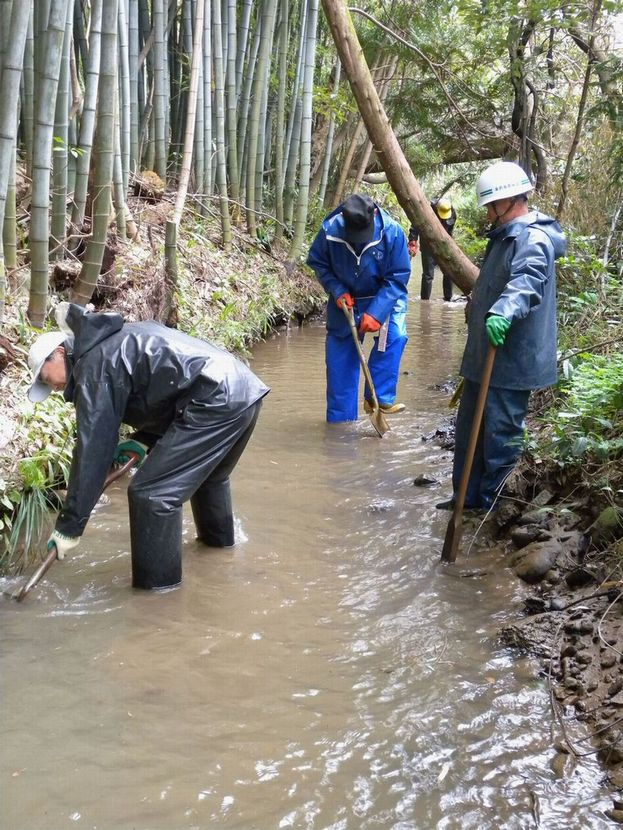
つつじが丘

### 主な施設など

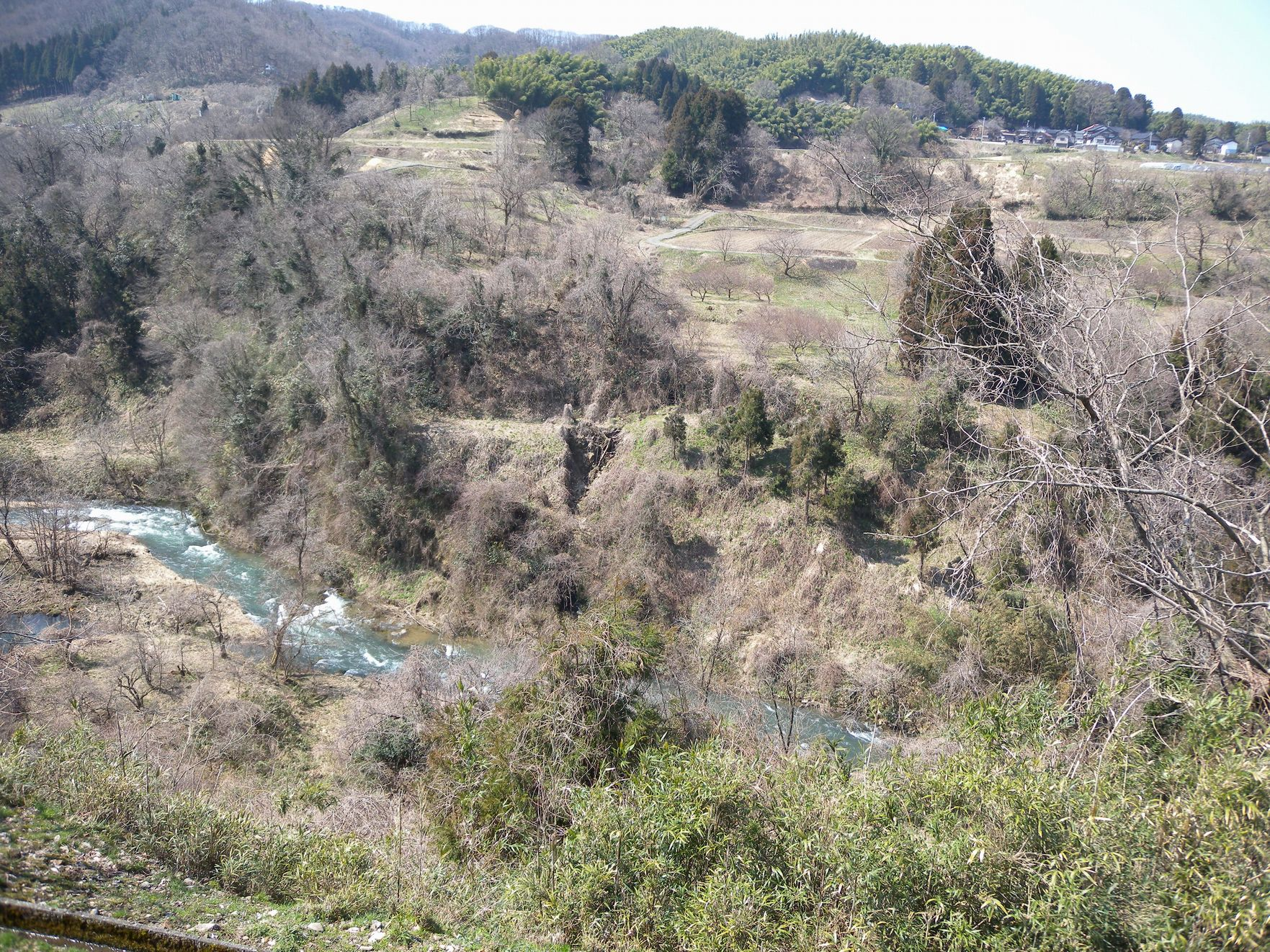
廃路後、草木が繁茂し崩落が激しい上流部
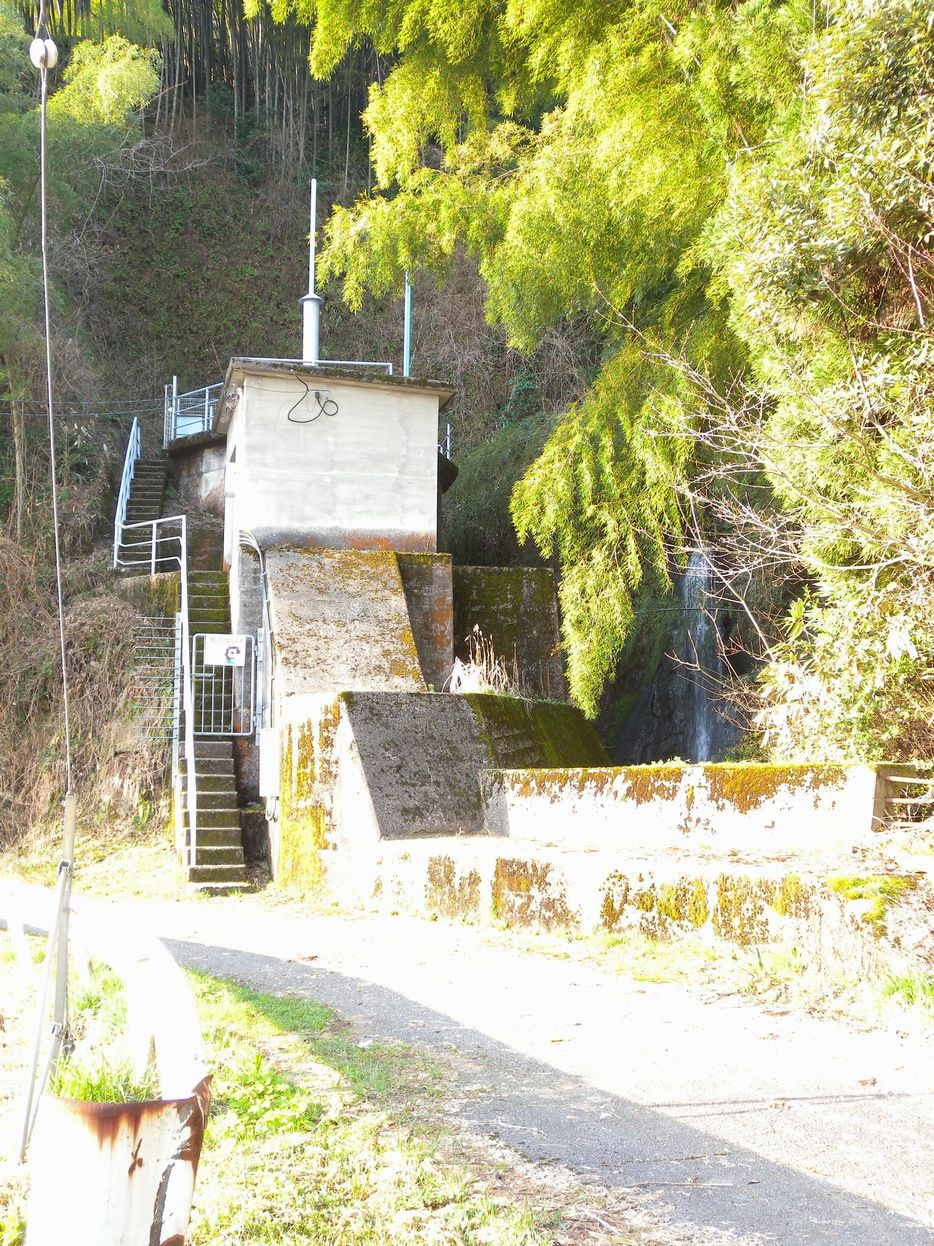
山川分水槽（右奥の滝は金滝谷落水）
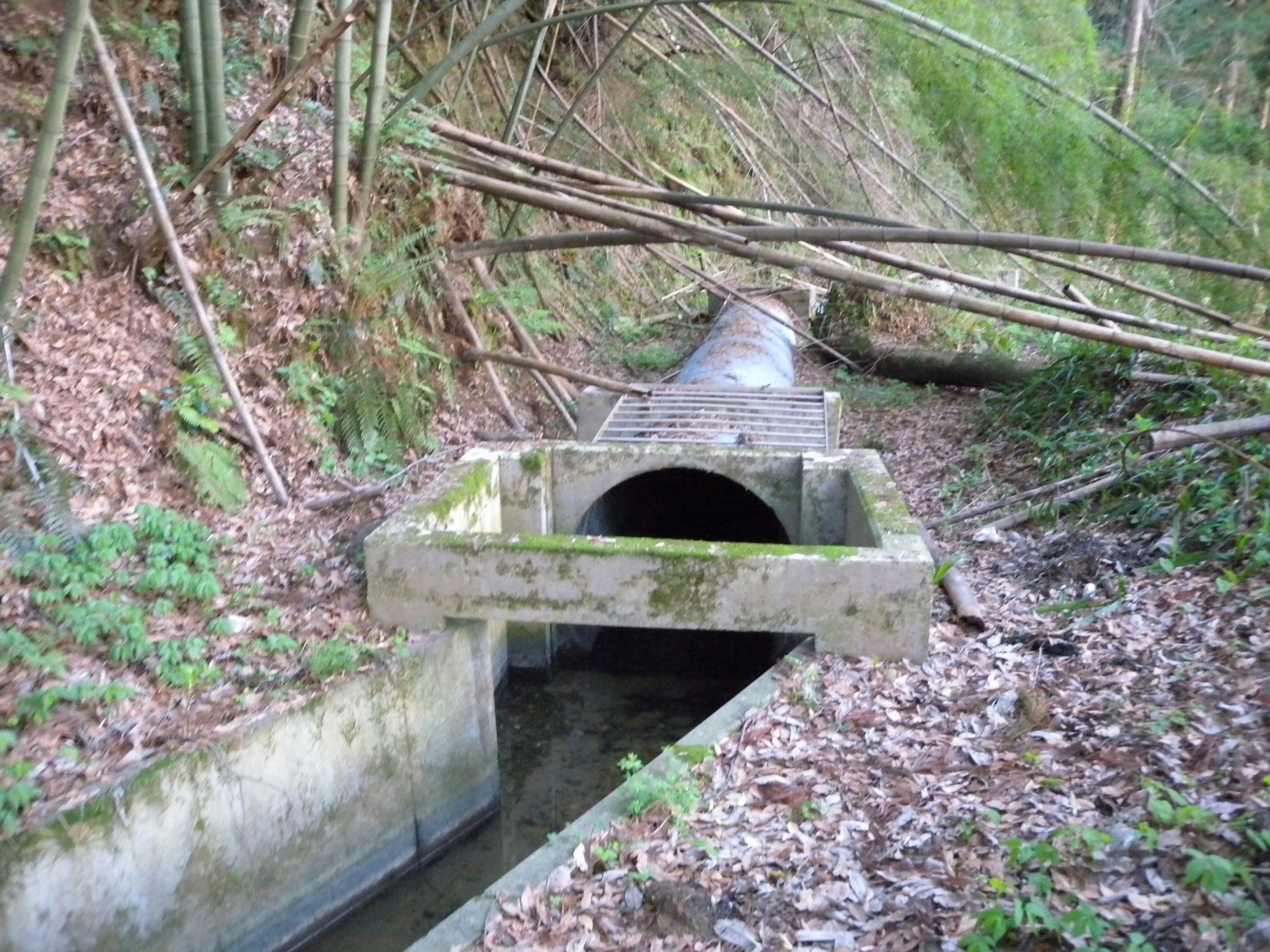
ボックスカルバートとコルゲート管
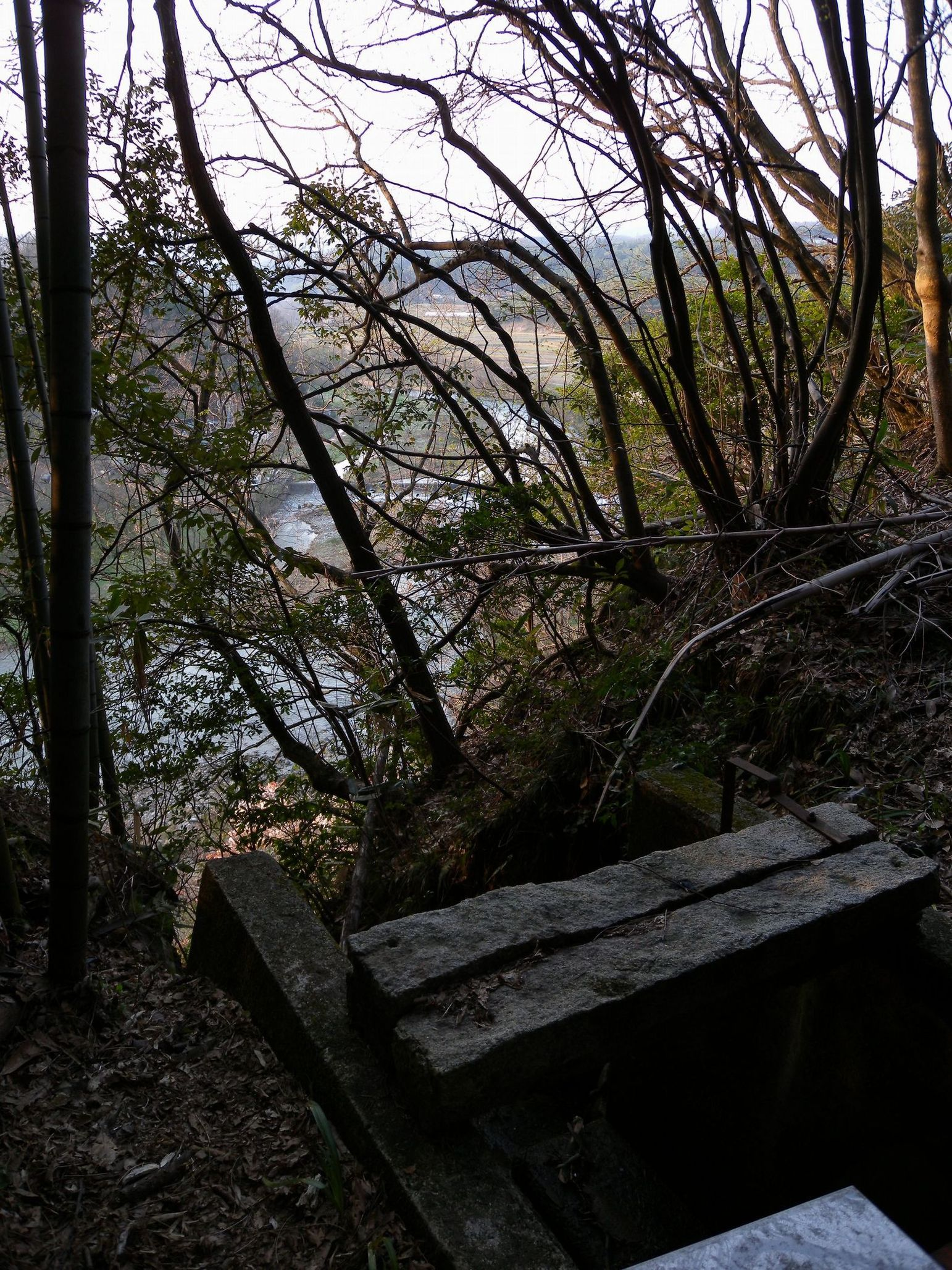
法師水門からの景観
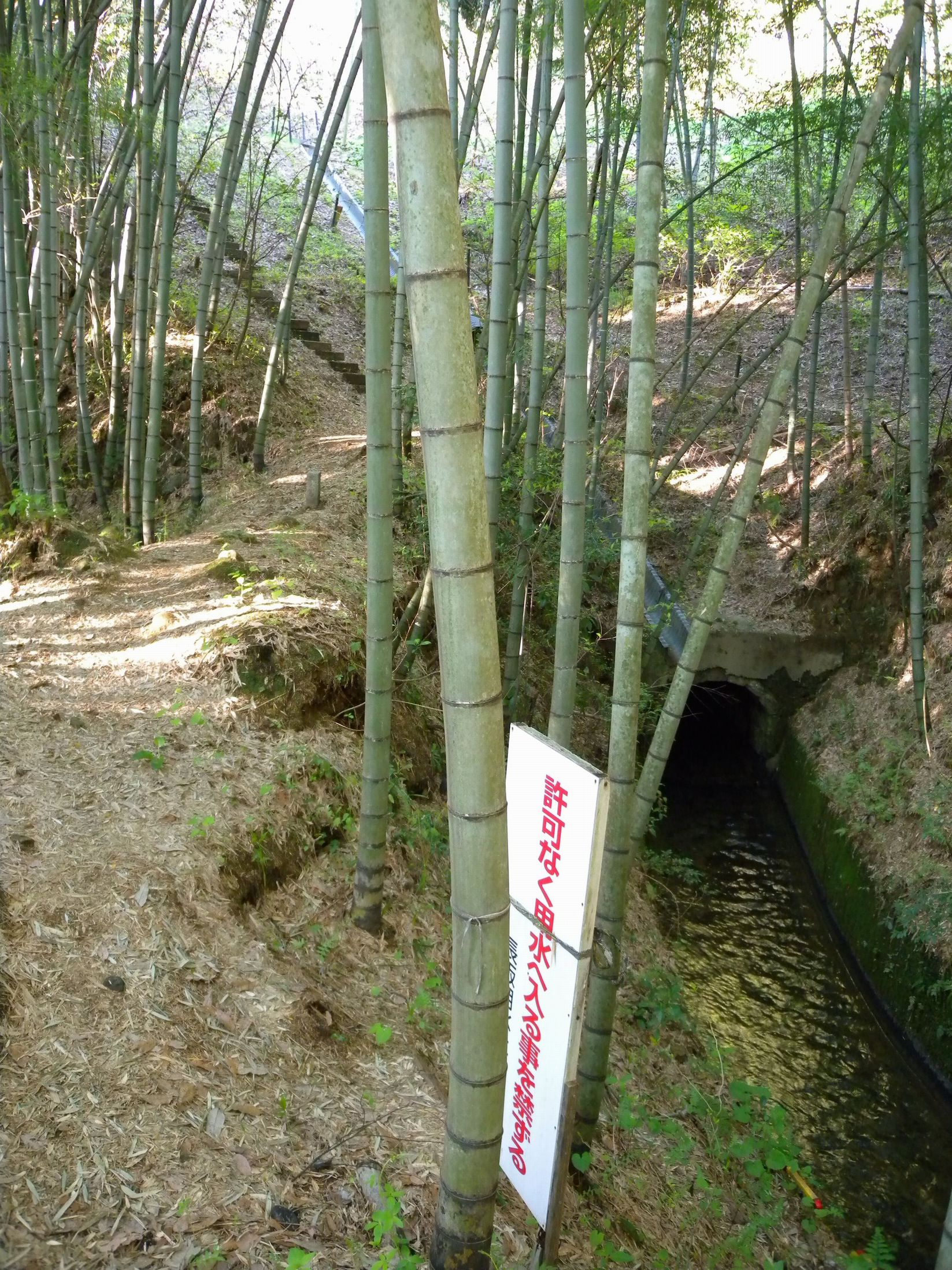
法師水門下口、左先の階段が法師水門へ通ずる
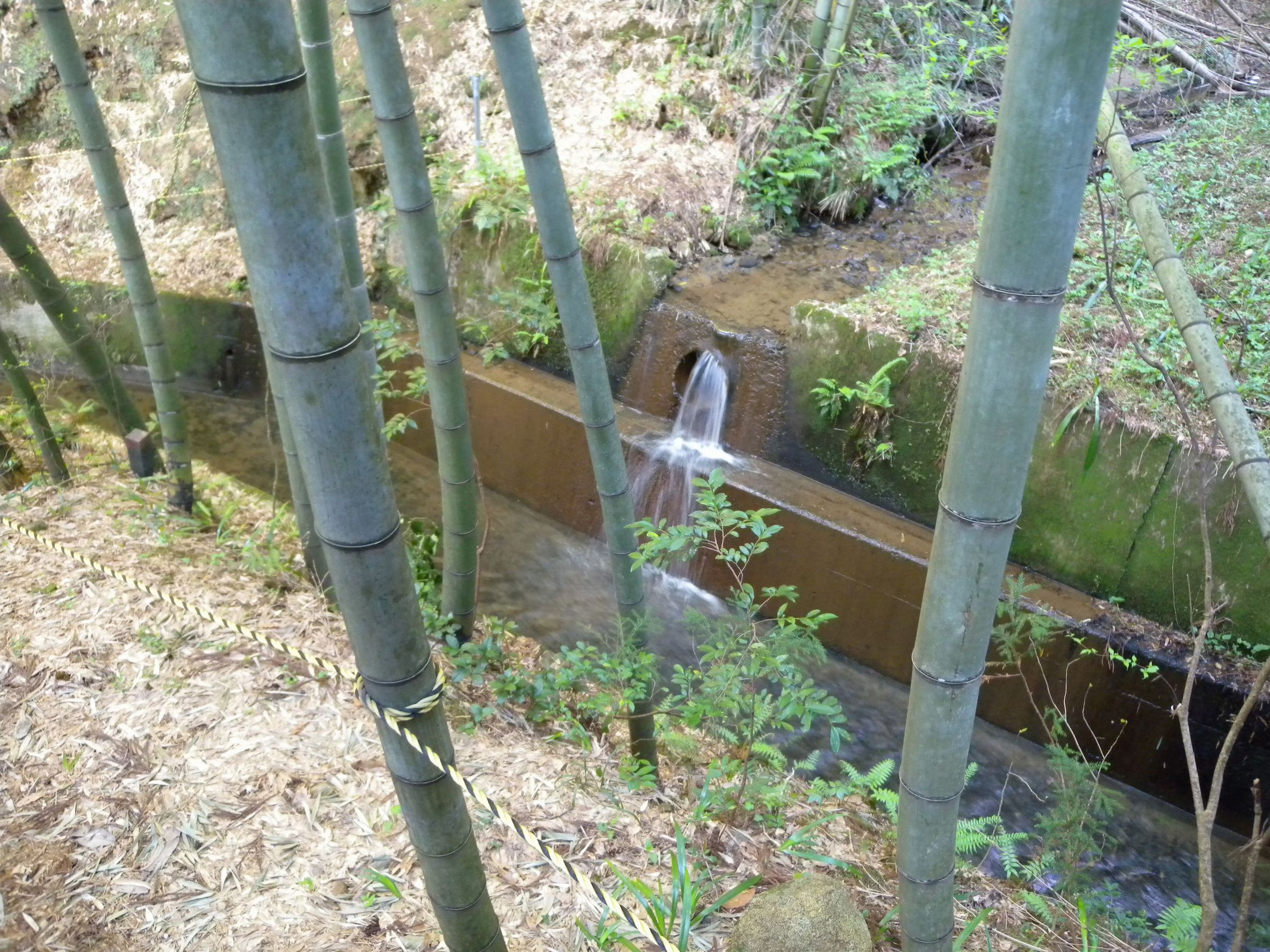
深谷落水、現在は大桑側への落水なし
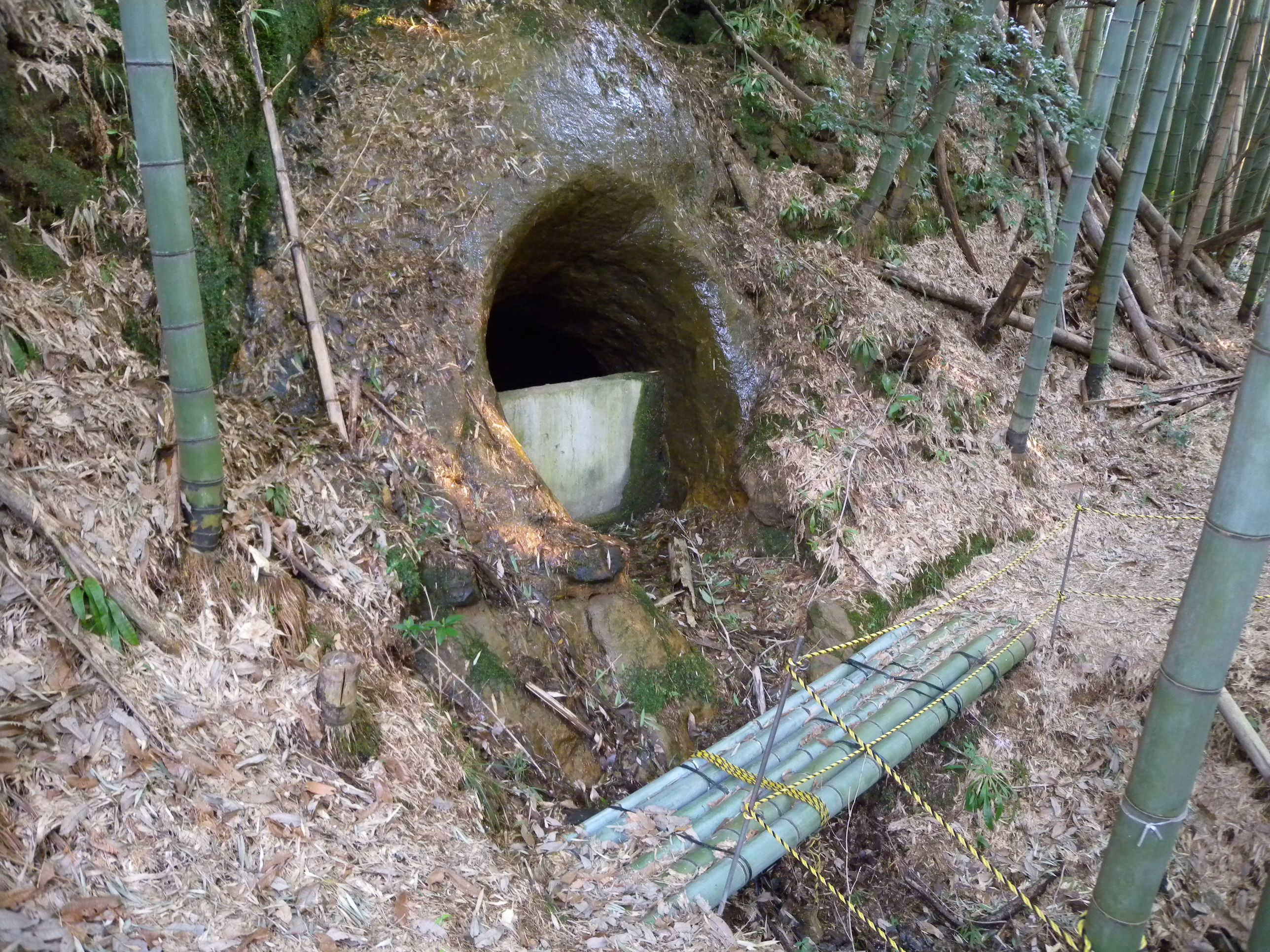
御坊田落とし跡
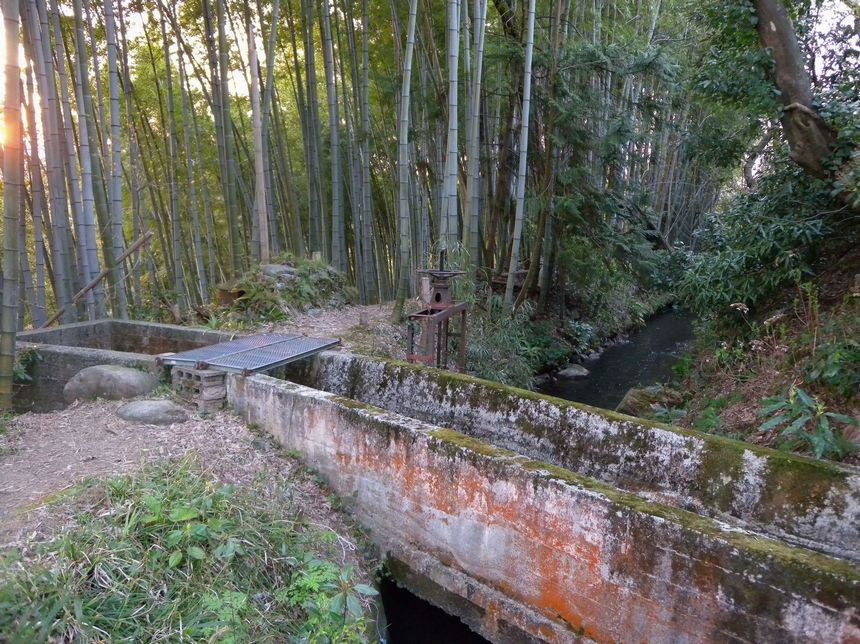
小寺坂水門
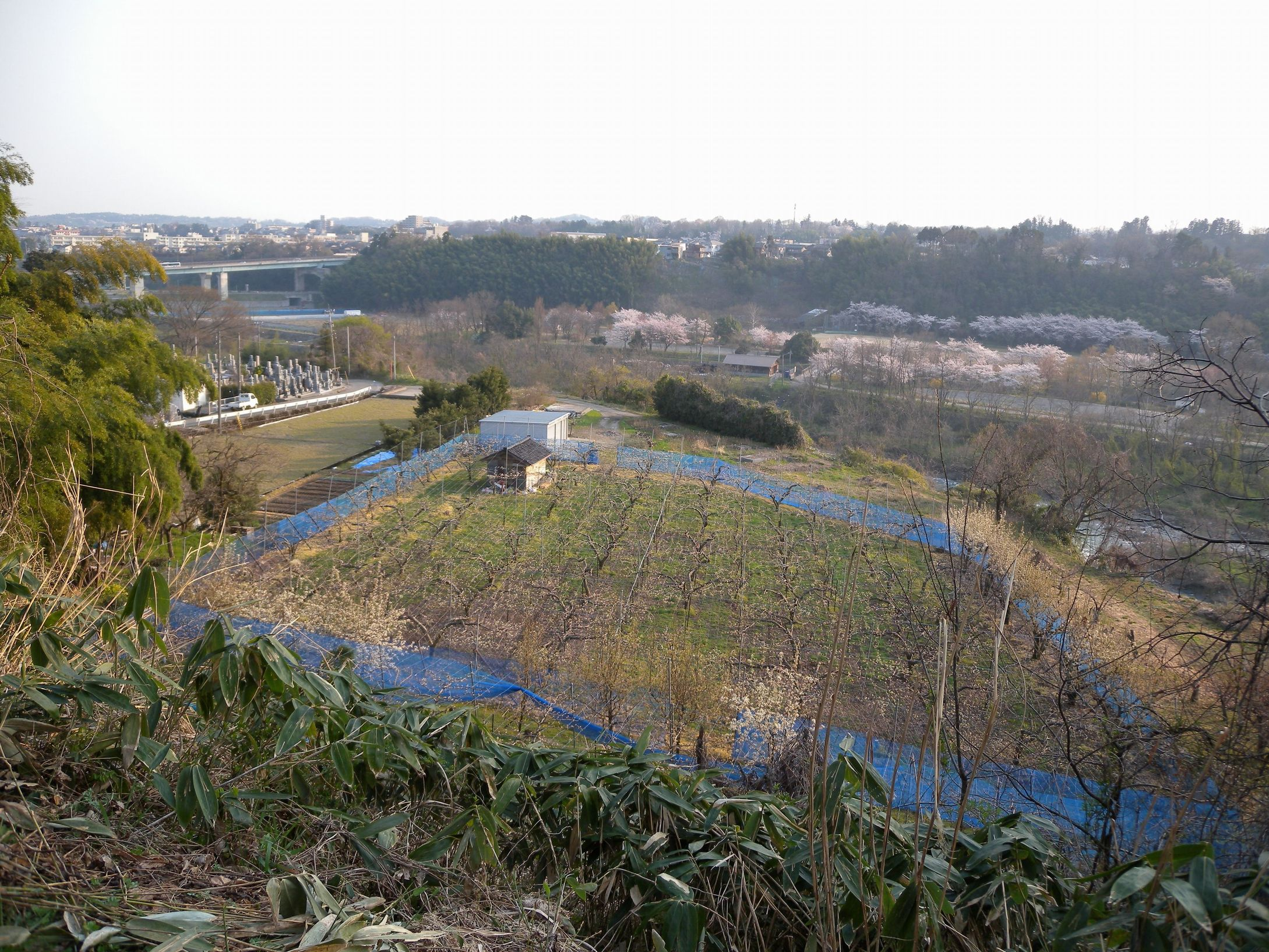
小寺坂先からの景観